# Belgisk Congo
Belgisk Congo var en belgisk koloni i Centralafrika fungerende mellem 1908-1960. Den belgiske stat overtog kolonien fra kongen Leopold 2. af Belgien, som havde taget det personligt til sig i årene 1885-1908 under navnet Fristaten Congo. Efter uafhængigheden den 30. juni 1960 blev landet navngivet Congo, senere Zaire, nu Congo. Den mineralrige provins Katanga blev under kolonitiden administreret til stor del af mineselskabet Union Minière du Haut Katanga. Flaget blev skabt i Fristaten Congos periode, men forblev stort set uændret indtil landets uafhængighed.

## Historie
Efter Henry Morton Stanleys rejse opstod tanken om at udnytte Kongofloden som trafikforbindelse til det indre land. Allerede i 1876 var ved en international kongres af Europas mest ansete geografer og forskningsrejsende, som belgiernes konge Leopold 2. havde sammenkaldt i Bruxelles, den internationale afrikanske association blevet dannet med det formål at åbne det indre Afrika for handel og civilisation. Dets virksomhedsfelt blev først østre Afrika, men efter at Stanley i 1877 havde foretaget sin store rejse ad Kongo, syntes området omkring denne flod mere egnet, og Leopold 2. dannede den 25. november 1878 i Bruxelles den såkaldte Comité d’études du Haut-Congo, som under Stanleys ledelse påbegyndte besiddelsestagningen af Kongo-området. Stanley anlagde handelsstationen Vivi i august 1879, og denne fulgtes af omkring 30 handelsstationer mellem Kongoflodens munding og Stanley-vandfaldene (december 1883) samt i Kuilu-Niadi-området, og en række aftaler blev indgået med høvdinge, som afstod deres højhedsrettigheder over enorme områder. I 1882 antog komitéen navnet Association internationale du Congo. Dets flag (blå dug med en femtakket gul stjerne i midten) anerkendtes af USA og de europæiske magter (herunder af Sverige-Norge den 10. februar 1885). Repræsentanter for disse magter samledes i Berlin i 1884 til den såkaldte Kongokonference. I forbindelse med denne, der blev afholdt i tiden november 1884-februar 1885, anerkendtes den nye fristat som "den uafhængige Kongo-stat" (État in-dépendant du Congo), som erklærede sig "bestandigt neutral", og reguleredes dets internationale forhold. Statens overhoved blev Leopold 2., hvorved Belgien og Kongo kom i personalunion med hinanden uden, at landet i øvrigt blev stillet under administration af Belgien. Regeringens sæde blev noget senere flyttet fra Vivi til Borna.
Oprindeligt skulle staten være et frihandelsområde åbent for alle nationer, men på en international konference i Bruxelles i 1890 bemyndigedes regeringen til at opkræve visse importtolde. Det viste sig snart, at de højt spændte forhåbninger om den nye stat ikke skulle blive opfyldte, idet hverken trafikforholdene på Kongos bifloder og ej heller kolonisations- og erhvervsmulighederne var så gode, som man havde antaget. Dertil kom, at forsøgene på at undertrykke slavehandelen fremkaldte en krig med de arabiske slavehandlere i 1891-1894 uden, at slaveriet kunne udryddes. Imidlertid overdrog kong Leopold ved testamente af 2. august 1889 sine rettigheder over Kongo efter sin død til staten Belgien, hvilket kunne anses så meget mere rimeligt, som dette land havde ydet store summer til Kongos besættelse. Ved en konvention af 3. juli 1890 mellem Belgien og Kongo anerkendtes den førstnævnte stat ret til at annektere den sidstnævnte efter 10 år, og denne overenskomst fornyedes den 10. august 1901. I 1903 fremkom højlydte klager fra udlandet imod den ubarmhjertige måde, hvorpå kongen og hans embedsmænd udnyttede de indfødte til egen fordel. Den engelske udenrigsminister lord Lansdowne indgav herom en note til den belgiske regering den 8. august 1903. Skønt kongen forsvarede sig mod disse anklager og især lod flere forfattere vise, at tvangsarbejdet med indsamling af kautschuk var et nødvendigt vilkår for koloniens videre opblomstring, så fortsatte protesterne mod regeringssystemet i Kongo, i særdeleshed i England, hvor man tilmed dannede en Congo reform association. Kongen blev som følge heraf tvunget til at i september 1904 afsende en upartisk kommission for at undersøge forholdene; den vendte tilbage i marts 1905, men ej heller dennes redegørelse dæmpede opinionen i udlandet. Til sidst tilbød kong Leopold Belgien at allerede under hans livstid overtage Kongo. Beslutningen herom blev udført ved en aftale mellem de to stater den 28. november 1907, hvilken blev godkendt af kamrene i august og af kongen den 18. oktober 1908. Derved fastsattes Kongos senere regeringsforhold. Dets højeste chef blev Belgiens kolonialminister, og ham bistod tre generalsekretærer (for udenrigs-, finans- og indenrigsanliggender. Han var formand for kolonialrådet, som bestod af 14 medlemmer, af hvilke 8 blev udnævnt af kongen, 3 udset af senatet og 3 af repræsentantkammeret. En fra hver af disse grupper afgik årligt, men kunne genvælges. Budgettet skulle godkendes af kamrene; sammen med budgettet skulle årligt til dem afgives en forvaltningsberetning. I Borna residerede en generalguvernør og to vicegeneralguvernører, en generalsekretær og direktører for justitsvæsenet, finanser og samfærdsel samt en overbefalende over tropperne. Der fandtes tillige en appellationsdomstol.

## Areal, grænser og landskab
Belgisk Congos areal opgjordes til 2.382.800 km2.Dets grænser bestemtes dels ved neutralitetserklæringen i august 1895, dels ved traktater med Tyskland, Storbritannien, Frankrig og Portugal. I vest nåede Congo til Atlanterhavet om end kun med smal kyststrækning på begge sider af floden Kongo, længere inde udvidedes området og nåede i sin sydøstlige del 14° sydlig bredde, mens i nord floden M’Bomou samt dennes hovedflod Ubangi udgjorde grænse mod Fransk Kongo. Den sidstnævnte flod og, efter dennes indstrømning i Kongo, den sidstnævnte, dannede tillige i vest grænse mod samme naboland. I øst nåede det til Tanganika, Kivu- og Albert Njansa-søerne, mens Edvardsøen for halvdelens vedkommende lå inden for dets grænse; og i nordøst nåede det frem til Bahr-el-Gebel ved det i 1894 af England udlejede Lado-område. Dettes nordlige grænse var tillige hele koloniområdets nordligste (5° 30’ D. br.) og østligste (32° østlig længde).

## Administrativ inddeling
Området blev inddelt i 14 forvaltningsdistrikter eller provinser: Banana, Borna, Matadi, Kataraktdistriktet, Stanley pool, Kwango oriental, Lualaba-Kassai, Ækvatordistriktet, Leopold 2.s sø, Bangala, Ubangi, Uelle, Province orientale (østre distrikt) og Aruvimi, hvortil kom det forpagtede område Lado.
I spidsen for hvert distrikt stod en kommissær med underlydende civile og militære tjenestemænd. I 1908 fandtes i alt 307 stationer, ved hvilke 1.636 europæere var ansatte. De vigtigste militært besatte stationer var Banana, Borna, Matadi. Léopoldville, Berghe S.te Marie (Kwamouth), Equateur, Neuf-Anvers (Bangala), Stanleyville, Luluabourg, Albertville, Nyangwe og Kasongo. Landet omfattede tre naturligt afgrænsede dele: det over 2,3 mio. km2 store område omkring øvre Kongo, det omkring 12.500 km2 store område omkring nedre Kongo samt den mellem de to beliggende, 400 km brede bjergrige zone omkring vandfaldene. Det synes at være et i almindelighed fladt, blot af enkelte, mindre høje bjergstrækninger gennemtrukket land, som næsten udelukkende tilhørte Kongos flodområde (blot i øst tilhørte en del Nilens flodområde).

## Klima
Klimaet prægedes af høj fugtighed. Varmen var på Afrikas vestkyst mindre end på den østre og modereres i det indre ved den betydelige højde over havet; dog stiger temperaturen noget fra kysten mod det indre, men aftager atter mod ækvator, givetvis som følge af den store skymængde. Vivi har et årsmedium af 25,1 °C, Léopoldville 27,3 °C og Bangala 26 °C. Under den varmeste måned plejer temperaturen ikke at overstige 27 °C, men forholdsvis lave temperaturgrader (12°-15 °C, om natten ned til 5°-6 °C på de højere plateauer) forekom også.
På de fleste stationer ved Kongo indtraf regnmaksimum i april og i november; en mindre nedgang i nedbøren indtraf i januar og februar og den egentlig tørre tid fra juni til september.
Under regntiden afgav jordoverfladen en ejendommelig stærk lugt ("savannestank"), som var højst karakteristisk for landet. Under den tørre tid ligger røgen fra de mange præriebrænde som et slør over landskabet. Regnmængden blev målt i Vivi til 1.041 mm og på plateauerne øst for Kwango til 1.471 mm.

## Plantevækst
Plantevæksten udviste alle former fra træfattige savanner til tætte urskove, de sidstnævnte i de mere regnfulde egne.
En meget stor del af området optoges af savanner. Man skelnede mellem det vestre savanneområde (vest for 17° v. lgd) og det søndre (syd for 5° s. br.), hvortil kom nordøst for Uélle et af galleriskove afbrudt savanneområde. Mellem det vestre og nordøstre var landet dækket af skov, mens det vestre og det søndre hang sammen.
Den såkaldte store Kongoskov begrænsedes i syd af en linje fra Nyangwe til Lulua (østlig biflod til Kassai), mens vestgrænsen gik i en uregelbunden linje fra denne flod til Ubangis munding; i øst sluttede den ved den østafrikanske gravsænkning, mens den i nord strakte sig over områdets grænse. Dog var den ofte afbrudt af "savanneøer", og på mange steder udtyndedes den til et parklandskab. Tættest var den omkring Aruvimi og Rubi. De mest karakteristiske træer i disse skovområder var det gigantiske uldtræ (Ceiba pentandrum), abebrødstræet, palmer af ulige slags (olie-, solfjeder-, vin- og vilde dadelpalmer) med flere. I savanneområdet (campine) voksede en mængde stive, høje græsser samt buske.
Kongos flora talte over 3.500 arter fanerogamer; de artrigeste familier var Leguminosce, Rubiacece og Orchidacece. De vigtigste kulturplanter var majs, sukkerrør, kaffe, maniok, jordnødder, bønner, spansk peber, bananer, batater, mango- og melontræer, ananas, citroner og oranger. Den vigtigste eksportvare udgjordes dog af kautsjukplanterne. I det nedre Kongoområde var kautsjuk en handelsvare allerede inden Kongostatens dannelse, ved øvre Kongo begyndte tapningen af kautjhuk i 1889. De største mængder kom fra Ækvator-distriktet, derefter fulgte distrikterne Lualaba-Kassai, Bangala og Province orientale; også fra Uelle og Aruvimi kom store mængder, men mindre fra kystområdet, hvor den vigtigste kautsjukplante, lianen Landolphia, begyndte at blive sjælden op mod 1. verdenskrig. Eksporten voksede 1897 til 8 mio. francs og 1909 til 42,5 mio. francs; den gik næsten udelukkende til Antwerpen. Også harts (kopal), palmenødder og palmeolie var vigtige eksportvarer (1909 hhv. 0,87, l,8 og l mio. francs).

## Dyreliv
Dyrelivet omfattede elefanter, løver, leoparder, hyæner, sjakaler, giraffer, næsehorn, flodheste, bøfler, antiloper, aber (blandt andet gorillaer og chimpanser), krokodiller, giftige slanger, flamingoer, pelikaner, mange papegøjearter, pragtfulde insekter, termitter og andre. Mange dyreformer blev sjældnere på grund af hensynsløs udryddelse. Dette gjaldt især elefanterne, der til deres redning blev beskyttede ved lov. Elfenbenseksporten (1909 omkring 6.6 mio. francs) var dog vedvarende betydelig, og Kongo udførte mere af denne end nogen anden del af Afrika.

## Mineraler
På mineraler var Kongo ikke særligt rigt, og værdifulde malme forekom hovedsagelig blot i grænseegne. Katanga-territoriet i sydøst (sydligste del af Province orientale) var dog rigt på jern og kobber. Desuden eksporteredes guld (2,23 mio. francs 1909), foruden at bly, tin, svovl og stenkul var fundet.

## Befolkningsforhold
Befolkningen udgjordes af bantunegre, delte på mange stammer: ved Kongos øvre løb varua, længere nede de vilde manjema, hvilke for araberne gjorde tjeneste som slavejægere, waregga, lige som befolkningen ved Aruvimi, bosoko med flere, kannibaler, ved Kongos mellemste løb mongo (balolo), gombe, bokote (wangota), bangala, batcke med flere, neden for Stanley pool bakvende, basundi, majombe og kakongo på den nordlige side samt bakongo og musorongo på den søndre, ved Sankuru og Kassai lunda, bakuba, basonge (baluba, basjilange), basenge med flere. De var i almindelighed ikke krigeriske; en undtagelse udgjorde dog de intelligente bangala (balombo) ved Kongo oven for Ubangis munding. Längst i nord boede njam-njam.
Alle drev jordbrug, fiskeri, jagt og bearbejdede med dygtighed træ, ler, plantefibrer, sten, jern, messing, kobber og elfenben til husgeråd, prydelser og våben. Mange drev med dygtighed varehandel. Europæerne fandt blandt dem med lethed tilstrækkeligt med arbejdskraft for sine foretagender. Nogen statsdannelse fandtes intetsteds, hvilket væsentligt lettede landets besættelse.
Blandt disse bantufolk boede, som man formodede, rester af en oprindelig befolkning, de dværglignende batua (vua-tua), ved Kongos biflod Lomami og Sankurus biflod Lubilasch, og acka. Befolkningens størrelse beregnedes uens, fra 9 til 20 mio. Antallet af europæere i januar 1909 var 2.938, af hvilke 1.722 var belgiere, 190 svenskere, 181 italienere, 143 portugisere, 119 hollændere, 118 englændere, 63 tyskere, 48 nordmænd og 29 danskere.

## Missionsvæsen
Missionen arbejdede med omkring 600 missionærer på 138 ulige steder. Ved nedre Kongo oprettedes i 1888 et katolsk apostolisk vikariat; dertil kom siden yderligere to a tre apostoliske præfekturer. I Kongo virkede følgende protestantiske missionsselskaber:
Amerikanske baptistmissionsforening med 8 stationer i nedre og 2 i øvre Kongo,
Amerikanske presbyterianske Kongomission med 2 stationer i øvre Kongo,
Engelske baptistmissionsselskab med 5 stationer i nedre og 7 i øvre Kongo,
Kristne og Missionsalliancen med 7 stationer i nedre Kongo,
Balolomissionen med 7 stationer i øvre Kongo,
Udenlandske kristne missionsselskab med 2 stationer i øvre Kongo,
Westcotts selvstændige mission med l station i øvre Kongo,
Svenska missionsförbundet med 6 stationer i Belgisk Congo og 2 i Fransk Congo. Disse stationer var: Mukimbungu (syd for Kongofloden), Kibunzi, Nganda, Londe, Kinkenge og Kingoyi, alle (med undtagelse af Londe, som ligger i Matadidistriktet) beliggende inden for kataraktdistriktet, samt (i Fransk Kongo) Maziya (i Mbamu-distriktet) og Musana (i Mboko-distriktet).
Desuden fandtes 163 udstationer. Forbundet havde i 1910 ude 52 missionærer (af dem 27 kvindelige) og havde indtil da udsendt i alt 133, af hvilke 53 var omkomne som følge af klimaet. Indfødte medhjælpere (skolelærere og prædikanter) var 90, antallet af skoler 175 med 5.425 elever (hvoraf 672 søndagsskolebørn). Skoleuddannelsen var fireårig med en treårig overbygning for kommende skolelærere og prædikanter. Forsamlingsmedlemmerne var 1.564. En lægemissionær var udsendt. På det litterære område var svenskerne helt dominerende. Deres bibeloversættelse til kongosproget (udarbejdet hovedsagelig af K. E. Laman og kontrolleret af fru Rut Walfridsson og J. Lundahl) var den eneste, som ansås værdig at blive trykt på britiske og udenlandske bibelselskabs bekostning. Deres skole- og sangbogslitteratur anvendtes også af de øvrige selskaber. Nils Westlinds (d. 1895) arbejde "Grammatikaliska anmärkningar öfver Kongospråket" blev oversat til engelsk. Indtil 1910 var følgende arbejder udkommet på kongosproget:
Evangelierne, Apg. samt de apostoliske breve (af N. Westlind) 1885-92 (revidere oplag 1897),
psaltaren (af dr. K. S. Walfridsson) 1898,
hele bibelen (G. T. oversat og N. T. revideret af K. E. Laman) 1905,
bibelsk historie (af N. Westlind, 3. oplag 1897),
sangbog (af N. Westlind), 1887 (13 sange; senere udgaver i 1905 med 332 sange),
noter (med tekst) til sangbogen (af Sven o. Anna Baur) 1905
samt flere Abc- og læsebøger samt lærebøger i naturlære, geografi, regning og fransk (sprog). Fra og med 1892 blev årligt udgivet en almanak (dog uden astronomiske oplysninger) og et månedsskrift "Minsamu Miayenge" (Fredsbudbæreren), i omkring 700 eksemplarer. Af disse arbejder var Matthæus og Johannes evangelierne, psaltaren, geografien og sangbog med noter trykte i Sverige, ligesom den i 1910 grammatik, bibelen var blevet trykt i London, alle øvrige arbejder i Kongo, hvor missionen havde eget trykkeri ved Londe.

## Samfærdsel, handel
På nederste Kongo til Matadi gik 11 staten tilhørende dampbåde. Derfra ledte en jernbane forbi vandfaldene til Léopoldville ved Stanley pool, hvorfra sejlfarten atter var mulig til Stanleyfaldene, samt oven for dem til Nyangwe. Disse strækninger samt dele af bifloderne trafikeredes af mere end et hundredetal grundgående dampbåde. Foruden den i 1890-98 byggede såkaldte Kongobane (399 km.) fandtes en 80 km lang jernbane fra Borna nordud for at formidle samfærdslen med det rige Majumbelandskab, og denne skulle fortsættes til Fransk Kongo; et belgisk foretagende havde bygget en jernbane fra Stanleyville til Ponthierville (forbi Stanley vandfaldene, 127 km) og arbejdede på at bygge en jernbane fra Kindu til Mussumba og derfra til Albertville ved Tanganika. Ved begyndelsen af 1909 var i alt 738 km jernbane i brug.
Med udlandet stod Kongo i regelbunden forbindelse med dampskibslinjer til flere handelspladser i Vesteuropa.
Kongo var medlem af Verdenspostforeningen og havde et 30-tal postanstalter.
Telegraflinjerne havde i 1909 en længde af 1.742 km.
Udenrigshandelen havde i 1909 en værdi af 78,29 mio. francs, hvoraf 22,13 mio. i import og 56,6 i eksport. Størst var handelsforbindelsen med Belgien (15,5 mio. import, 52 mio. eksport); derefter fulgte Storbritannien, portugisiske besiddelser, Tyskland og Frankrig. De vigtigste eksportvarer var kautschuk, elfenben, palmekerner og palmeolie samt kopal, kakao (969,000 francs) og guld. Importens vigtigste artikler var klæder (10 mio. francs), madvarer (2,6 mio. francs), metaller (l,8 mio. francs), maskiner (1,4 mio. francs), våben og ammunition (1,2 mio. francs), skibe, glasvarer etc.
I havnene Borna og Banana indløb i 1908 224 oceandampere på i alt 582.267 ton, hovedsagelig belgiske, britiske, franske og tyske, desuden 238 kystfartøjer på i alt 16.053 ton.
Budgettet for 1910 balancerede med 39,7 mio. francs i indkomster og 40,37 mio. i ordinære udgifter, hvortil kom 33,5 mio. ekstraordinære udgifter. Af indkomsterne udgjorde 14,1 mio. skatter in natura af de indfødte, 2,67 mio. andre direkte skatter og 7 mio. toldindkomster. 1910 steg statsgælden til over 214,9 mio. francs.
Møntvæsenet var det belgiske, omend ved øvre Kongo også andre værdimålere anvendtes.

## Forsvar
Forsvarsvæsenet var ordnet udelukkende til opretholdelse af orden og sikkerhed, hvorfor den væbnede styrke (force publique) stod under generalguvernøren. I spidsen for den samme stod en kommandant med stab. Styrken udgjordes af:
1. 24 i forskellige dele af landet forlagte kompagnier på omkring 500 mand, hvor en del af personalet var forlagt i kompagniets hovedbase, mens resten var fordelt på posteringer af forskellig styrke;
2. 3 uddannelseslejre, i hvilke det nyantagne mandskab tilbragte i almindelighed et år;
3. en reservestyrke, som indkaldtes i trængende fald;
4. en skole for indfødte regnskabs-underofficerer, samt
5. en skole for geværhåndværkere.

Mandskabet udgjordes af dels indfødte frivillige, som tjente 2-4 år med mulighed for en forlængning, dels udskrevne med 7 års tjenestetid, hvor efter de i 5 år tilhørte reservestyrken og mønstredes en gang om året. Årligt indkaldtes 3.000 man af begge slags i alt. Officererne og underofficererne af højeste grad var europæere, idet europæiske underofficerer efter tre års ophold i Afrika kunne blive officerer. Hele styrken opgik til 200 officerer og 14.000 mand. Desuden udskrev man normalt årligt 2.500 mand som en "deuxiéme portion" til udførelse af almene arbejder.

## Flag og statsvåben
Flaget havde en blå dug med en femtakket gul stjerne i midten.
Statsvåbenet viste i blåt felt en sølvtværbjælke (Kongofloden), belagt med Belgiens skjold; i højre øvre hjørne en gylden, femtakket stjerne. Skjoldholdere: to tilbageskuende gyldne løver. Devise: "Travail et progrés" (Arbejde og fremskridt).

## Guvernører
- Baron Théophile Wahis (november 1908–maj 1912, udpeget af Leopold 2.)
- Félix Alexandre Fuchs (maj 1912–januar 1916)
- Eugène Joseph Marie Henry (januar 1916–januar 1921)
- Maurice Eugène Auguste Lippens (januar 1921–januar 1923)
- Martin Joseph Marie René Rutten (januar 1923–december 1927)
- Auguste Constant Tilkens (december 1927–september 1934)
- Pierre Marie Joseph Ryckmans (september 1934–juli 1946)
- Eugène Jacques Pierre Louis Jungers (juli 1946–januar 1952)
- Léon Antoine Marie Pétillon (januar 1952–juli 1958)
- Henri Arthur Adolf Marie Christopher Cornelis (juli 1958–juni 1960)